# Томсон, Бобби
Ро́берт Ги́ллис Макке́нзи То́мсон (англ. Robert Gillies McKenzie Thomson; 21 марта 1937, Данди — 6 августа 2024) — шотландский футболист, играл на позиции нападающего.

## Биография

### Игровая карьера
В 1954 году Томсон присоединился к английскому клубу «Вулверхэмптон Уондерерс», но за эту команду он долго не играл. Он проигрывая конкуренцию таким игрокам как Деннис Уилшо, Рою Суинборну и Джимми Мюррею. Дебютировал в Первом дивизионе 13 апреля 1957 года в матче с «Ньюкаслом» — «Вулверхэмптон» выиграл матч со счётом 2:0 и Томсон забил первый гол. Это был его единственный матч за «волков».
В 1959 году Томсон перешёл в «Астон Виллу»; сумма трансфера составила 8000 фунтов стерлингов. По итогам предыдущего сезона «Астон Вилла» вылетела во Второй дивизион. В следующем сезоне бирмингемский клуб вернулся в элиту английского футбола. 21 апреля 1962 года в матче с «Лестером» оформил хет-трик — «Астон Вилла» одержала победу со счётом 8:3. Всего за «Астон Виллу» сыграл во всех турнирах 172 матча и забил 70 голов.
В сентябре 1963 года перешёл в «Бирмингем Сити», в составе которого играл на протяжении четырёх сезонов. Затем он играл за «Стокпорт Каунти» и «Бромсгроув Роверс» и завершил игровую карьеру.

### Смерть
Скончался 6 августа 2024 года в возрасте 87 лет.

## Достижения
«Астон Вилла»
- Обладатель Кубка Футбольной лиги (1): 1960/61